# Puerto de San Francisco

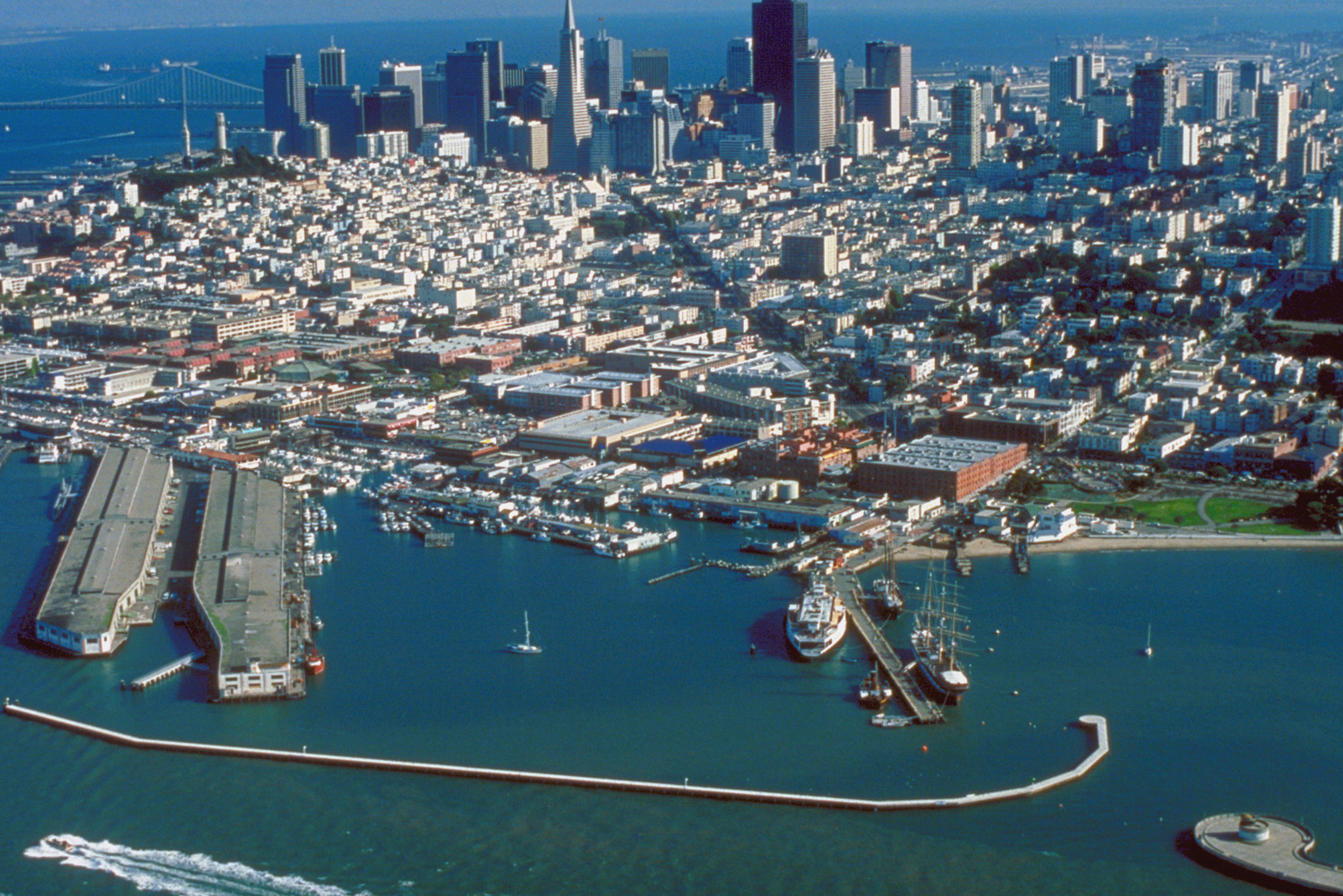

El Puerto de San Francisco colinda con la parte occidental de la Bahía de San Francisco cerca del Puente Golden Gate. Ha sido llamada como una de los mejores puertos naturales del mundo, pero tomó dos siglos desde España e Inglaterra para encontrar el anclaje originalmente llamado Yerba Buena. Un puerto, a como se dijo en los primeros días, en la que todas las flotas del mundo encontrarían el anclaje.
La mayor área de línea costera se extiende desde el anclaje del puente Golden Gate, a través del distrito de la Marina hasta el norte y al este a orillas de la ciudad de San Francisco hasta Candlestick Point.
El Puerto de San Francisco es actualmente una organización semiindependiente, dirigida por una comisión de cinco miembros, nombrados por el alcalde y aprobado por la Junta de Supervisores.